# Липицька битва
Липицька битва — битва, яка відбулась між молодшими синами Всеволода Велике Гніздо і муромцями, з одного боку, та об'єднаним військом смоленської і новгородської земель під керівництвом Мстислава Удатного, які підтримали претензії старшого Всеволодовича, Костянтина, на Велике Владимирське князівство з іншого. Відбулася 21 квітня 1216 року неподалік від Юр'єва-Польського поблизу річки Гзи.
Перемогу здобула смоленсько-новгородська коаліція, вирішивши таким чином на користь Костянтина долю владимирської спадщини. Одна з найжорстокіших і найкривавіших міжусобних битв в історії Суздальської землі.